# 박주미
박주미(1972년 10월 5일 ~ )는 대한민국의 배우이다.

## 출연 작품

### 드라마
- 1991년 MBC 창사 30주년 기념 특집극 수목 드라마《 여명의 눈동자》... 만주 지방 소녀 역
- 1993년 MBC 월화 미니시리즈 《걸어서 하늘까지》... 연수 여동생 역
- 1993년 MBC 월화 미니시리즈 《산바람》
- 1994년 MBC 일요 일일연속극 《한지붕 세가족》 ... 임지애 역
- 1994년 SBS 일요 가족드라마 《까치네》 ... 백소라 역
- 1996년 KBS2 월화 특별기획 드라마 《조광조》 ... 장경왕후 윤씨 역
- 1996년 SBS 일일 시트콤 《 아빠는 시장님》... 박주미 역
- 1997년 KBS2 월화 미니시리즈 《내 안의 천사》... 유리 역
- 1997년 SBS 주말극장 《이웃집 여자》
- 1997년 iTV 일일드라마 <가족> ... 황연희 역
- 1999년 KBS2 일요 특별기획 드라마 《학교 2》 ... 김정인 역
- 1999년 MBC 월화 특별기획 드라마 《허준》 ... 공빈 김씨 역
- 2000년 MBC 아침 일일연속극 《느낌이 좋아》 ... 은영 역
- 2000년 MBC 월화 특별기획 드라마 《아줌마》 ... 장아영 역
- 2000년 KBS2 일요 특별기획 드라마 《학교 3》 ... 김정인 역
- 2001년 SBS 대하드라마 《여인천하》 ... 기생 옥매향 역
- 2011년 KBS2 주말 연속극 《사랑을 믿어요》 ... 서혜진 역
- 2012년 SBS 주말 미니시리즈 《신사의 품격》 ... 김은희 역 (특별출연)
- 2012년 KBS1 대하드라마 《대왕의 꿈》 ... 선덕여왕 역 { 교통사고로 인해 중도하차 }
- 2014년 SBS 2부작 단막드라마 《강구 이야기》 ... 양문숙 역
- 2015년 KBS2 월화 미니시리즈 《블러드》 ... 한선영 역 (특별출연)
- 2016년 MBC 주말 특별기획 드라마 《옥중화》 ... 정난정 역
- 2018년 MBC 수목 미니시리즈 《이리와 안아줘》 ... 지혜원 역 (특별출연)
- 2018년 JTBC 금토 미니시리즈 《내 아이디는 강남미인》 ... 나혜성 역
- 2021년 TV조선 주말 미니시리즈 《결혼작사 이혼작곡 1》 ... 사피영 역
- 2021년 TV조선 주말 미니시리즈 《결혼작사 이혼작곡 2》 ... 사피영 역
- 2022년 TV조선 주말 미니시리즈 《결혼작사 이혼작곡 3》 ... 사피영 역
- 2023년 TV조선 주말 미니시리즈 《아씨두리안》 ... 두리안 역

### 영화
- 2010년 《파괴된 사나이》 박민경 역
- 2016년 《덕혜옹주》 귀인 양씨 역
- 2018년 《출국》 신은숙 역

### 기타
- 1995년 3월 MBC 《오늘은 좋은 날》 - 〈소나기〉
- 2003년 KBS2 《이홍렬 박주미의 여유만만》
- 2013년 MBC 《무릎팍도사》 - 박주미 편
- 2014년 KBS1 《반달이 준 선물》 - MC
- 2015년 KBS2 《용감한 가족》
- 2018년 JTBC 《아는 형님》
- 2021년 TV조선 《뽕숭아학당》 35회
- 2022년 TV조선 《개나리학당》
- 2022년 MBC 《놀면 뭐하니?》

### 광고
- 2005년: DHC DHC CF
- 2004년~2005년: 피죤 CF
- 2004년~2005년: 롯데제과 마가렛트 CF
- 2003년~2006년: 동부건설 동부 센트레빌 CF
- 2003년: 동원F&B 동원참치 CF
- 2003년: 린나이 린나이 인터넷 보일러 CF
- 2002년 3월~2004년 7월: 아모레퍼시픽 마몽드 CF
- 2001년: 한성 에프아이 CF
- 2001년: 금강제화 금강제화 상품권 CF
- 2001년: 캐리어 에어콘 CF
- 2000년: 라이온코리아 식물나라 CF
- 1996년~1998년: 롯데제과 CF
- 1996년 상아제약 식품사업부 키노산 음료 "유" (feat 신윤정,곽진영,박형준,김나운)
- 1993년 12월~2000년 12월: 아시아나 항공 CF
- 시기 미상: 새마을 금고, 금호생명, 일동후디스 트루맘 뉴클래스

## 수상 및 후보
| 연도 | 시상식                       | 부문                          | 작품          | 결과 |
| ---- | ---------------------------- | ----------------------------- | ------------- | ---- |
| 2011 | KBS 연기대상                 | 장편드라마부문 여자우수연기상 | 사랑을 믿어요 | 후보 |
| 2021 | 제6회 아시아 아티스트 어워즈 | 베스트 엑터상                 |               | 수상 |